# Ирритант

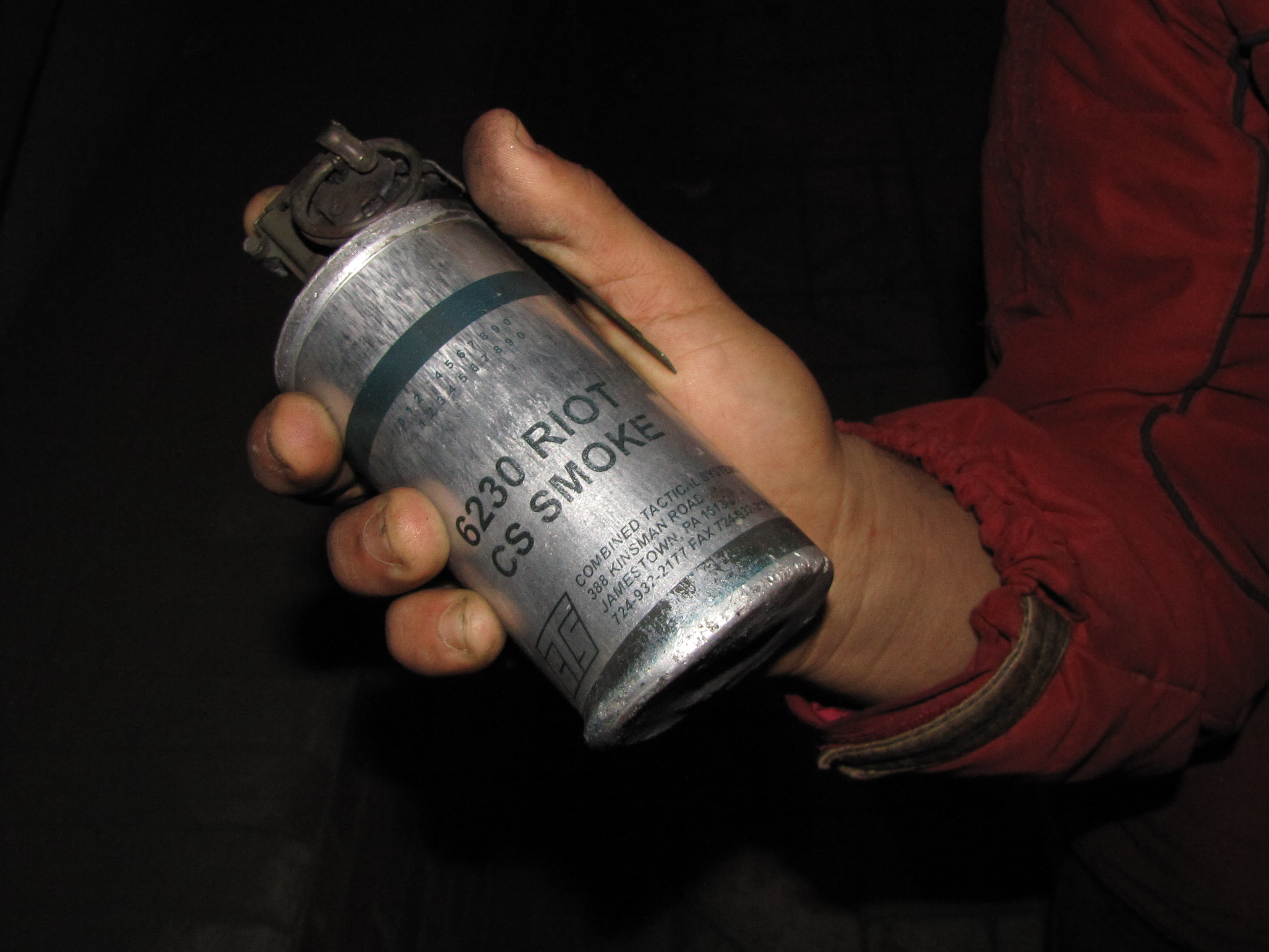
Химическая ручная граната с CS, корпус деформирован

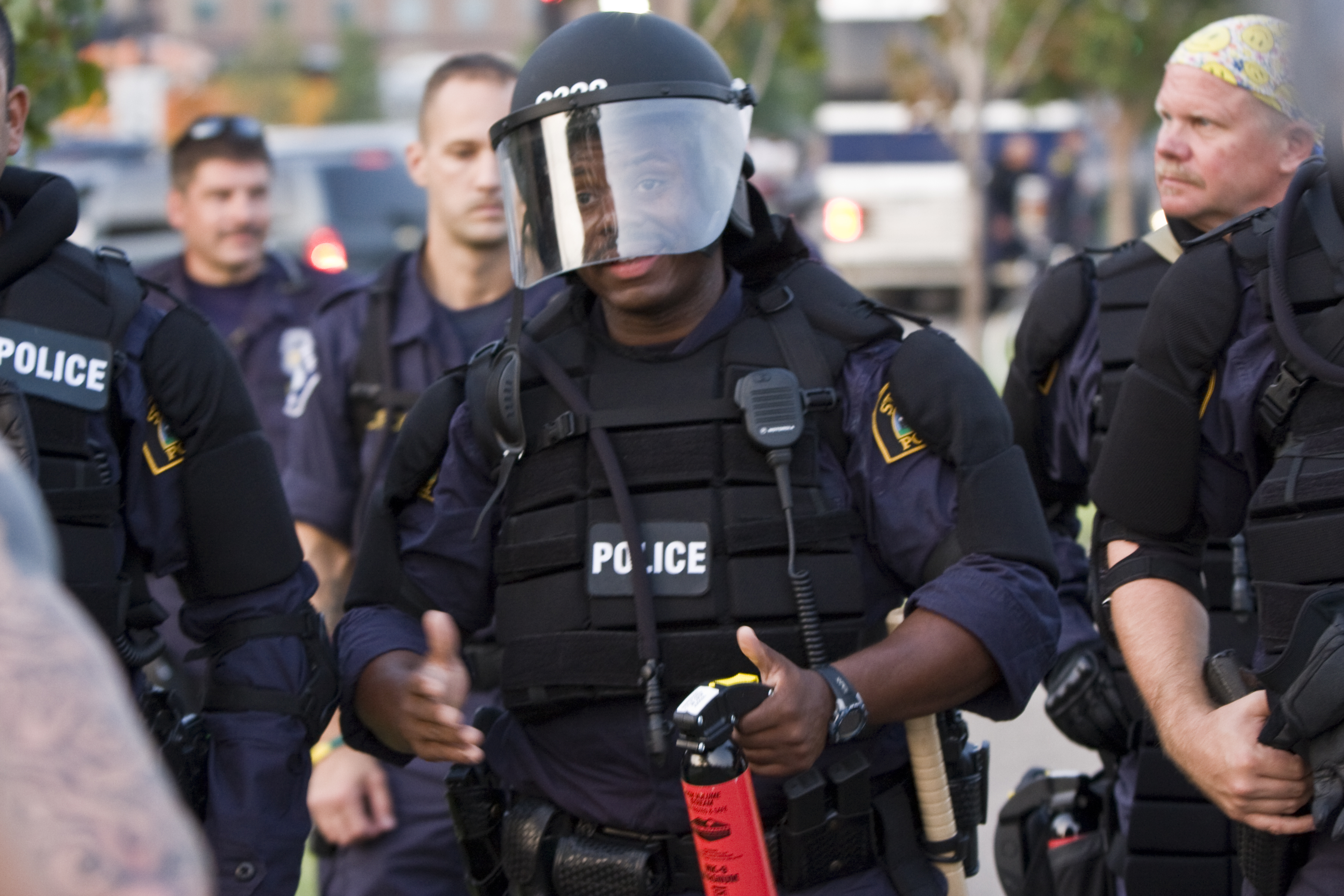
Полицейский с газовым баллончиком «MK-4» в левой руке

Иррита́нты (лат. irritans; род.п. irritantis «раздражающий») — группа веществ, вызывающих при попадании сильное местное раздражение слизистых оболочек, кожных покровов и расположенных в них нервных рецепторов с формированием ответной рефлекторной защитной реакции организма, направленной на устранение раздражающего вещества (зуд, жжение, боль, першение, слезотечение, ринорею, чихание, кашель).
Подразделяются на две основные группы:
- лакриматоры — вещества, вызывающие обильное слезотечение;
- стерниты — вещества, вызывающие неконтролируемое чихание и кашель.

Применяются в газовом оружии (газовые пистолеты и револьверы) и аэрозольных устройствах (газовые баллончики, устройства дозированного аэрозольного распыления). Также стоят на вооружении вооружённых сил и полиции разных стран.
Смертельное действие для ирритантов нехарактерно и возможно лишь при поступлении в организм очень высоких доз этих веществ, превышающих в сотни или тысячи раз минимально и оптимально действующие дозы. Раздражение кожи и слизистых, как правило, не требует серьёзного лечения и быстро проходит.
В России разрешены к применению в составе гражданского оружия самообороны пять ирритантов (вещества слезоточивого или раздражающего действия) — OC (Oleoresin Сapsicum (олеорезин капсикум) — экстракт жгучего стручкового перца), активными веществами которого является капсаицин и сумма его гомологов (капсаициноиды), CR, CS, морфолид пеларгоновой кислоты, CN, либо их смеси, содержащие не более двух ирритантов.